# Promised Land (Luisiana)

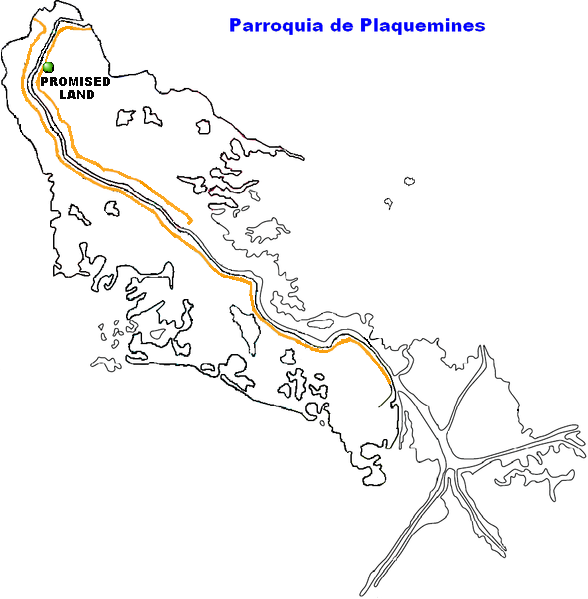
Localización de Promised Land en el mapa de la Parroquia de Plaquemines.

Promised Land es una pequeña localidad ubicada sobre el delta del Misisipi, dentro de la parroquia de Plaquemines, en el estado de Luisiana, Estados Unidos.

## Geografía
El establecimiento de Promised Land se localiza en las siguientes coordenadas a saber: 29°47′43″N 90°00′17″O / 29.79528, -90.00472. Esta comunidad posee sólo un metro de elevación sobre el nivel del mar, convirtiéndola una zona proclive a las inundaciones. Su población se compone de menos de doscientos habitantes. Esta localidad se encuentra ubicada a unos veinte kilómetros de Nueva Orleans la principal ciudad de todo el estado, y a 515 kilómetros del aeropuerto internacional más cercano, el (IAH) Houston George Bush Intercontinental Airport.